# Lipocarpha kernii
Lipocarpha kernii är en halvgräsart som först beskrevs av Louis-Florent-Marcel Raymond, och fick sitt nu gällande namn av Paul Goetghebeur. Lipocarpha kernii ingår i släktet Lipocarpha och familjen halvgräs. IUCN kategoriserar arten globalt som livskraftig. Inga underarter finns listade i Catalogue of Life.